# Ламек
Ламек (фр. Lamèque) — город в графстве Глостер провинции Нью-Брансуик (Канада). Расположен на одноимённом острове. Название является словом микмакского языка. Массовое заселение этих мест европейцами связано с начавшейся в 1755 году депортацией франко-акадцев. В 1966 году поселение получило статус деревни, в 1982 году — города.